# Сафари Парк (Помбија)
Помбријски Сафари Парк је сафари парк, зоолошки врт и забавни парк у Помбрији у Пијемонту на северу Италије. Парк који је формирао Ангело Ломбарди 1976, простире се на површини од 400.000 квадратних метара.